# باريت أوليفر
باريت أوليفر (بالإنجليزية: Barret Oliver)‏ هو مصور وممثل أمريكي، ولد في 24 أغسطس 1973 في لوس أنجلوس في الولايات المتحدة. من الجوائز التي نالها جائزة زحل.

## أعمال

### أفلام
- (1985) شرنقة[5]

## جوائز
- جائزة زحل

## وصلات خارجية
- باريت أوليفر على موقع IMDb (الإنجليزية)
- باريت أوليفر على موقع ألو سيني (الفرنسية)
- باريت أوليفر على موقع أول موفي (الإنجليزية)
- باريت أوليفر على موقع قاعدة بيانات الأفلام السويدية (السويدية)
- باريت أوليفر على موقع إن إن دي بي (الإنجليزية)
- باريت أوليفر على موقع قاعدة بيانات الفيلم (الإنجليزية)
- باريت أوليفر على موقع كينوبويسك (الروسية)